# Redningscenter Herning
Redningcenter Herning er et område beliggende i den nordvestelige del af Herning. Her findes de tre redningsinstanser Herning Kommunale Brandvæsen, Falcks ambulancestation samt Beredskabsstyrelsen Midtjylland.
Beredskabsstyrelsen Midtjylland har ligget på området siden 1966, og med brand- og ambulancestationen, som blev indviet i 2004, udgår alle Hernings redningsopgaver herfra.